# Maceió
Maceió, amtlich portugiesisch Município de Maceió, ist die Hauptstadt des  brasilianischen Bundesstaates Alagoas. Sie liegt an der Atlantikküste und hatte 2024 geschätzte 994.464 Einwohner auf einer Fläche von rund 509,3 km². Sie ist seit 1998 Hauptort der Metropolregion Maceió.

## Name
Der Name "Maceió" ist ein indigener Begriff für eine Quelle. Die meisten Maceiós fließen ins Meer, aber einige werden eingeschlossen und bilden Seen ("lagoas", auf Portugiesisch). 

## Wirtschaft
Die Wirtschaft der Gemeinde ist stark auf den Tourismus ausgerichtet. Ein bedeutender Wirtschaftszweig ist die Herstellung chemischer Produkte aus Sole, die aus Tiefbrunnen am Stadtrand von Maceió gepumpt wird.

## Geschichte
Auf dem Territorium des heutigen Maceió gab es seit dem 17. Jahrhundert Zuckerrohrplantagen. Im Jahr 1815 erhielt die Siedlung Maceió den Status eines Vila und wurde 1839 zur Hauptstadt von Alagoas erhoben.

## Tourismus
Wegen der ausgedehnten Sandstrände, des smaragdgrünen Meerwassers sowie der zahlreichen Lagunen und dem Hinterland mit Kokosnuss- und Mangogärten ist Maceió bei südamerikanischen Touristen sehr beliebt.
Die als Piscina Natural bezeichneten Meeresbecken (z. B. am Strand der Pajuçara) stellen eine Besonderheit der Region dar, zu denen man mit lokalen Fischerbooten zum Schnorcheln gebracht werden kann.
Ebenso findet man durch die zahlreichen Lagunen die Möglichkeit ausgedehnter Bootsausflüge ins Inland hinein.
Außerhalb der Stadtgrenzen finden sich sowohl im Süden (Praia do Francês, Marechal Deodouro, Barra de Saõ Antonio) als auch im Norden zahlreiche attraktive Strände, die zunehmend touristisch erschlossen werden.
Der Brasilianische Karneval wird von der lokalen Bevölkerung v. a. an den Stränden der Barra und Praia do Francês verbracht.
Oberhalb des historischen Viertels am Fischereihafen findet sich im Stadtteil Jaraguá das Medienmuseum Museu da Imagem e Som de Alagoas.

## Bilder

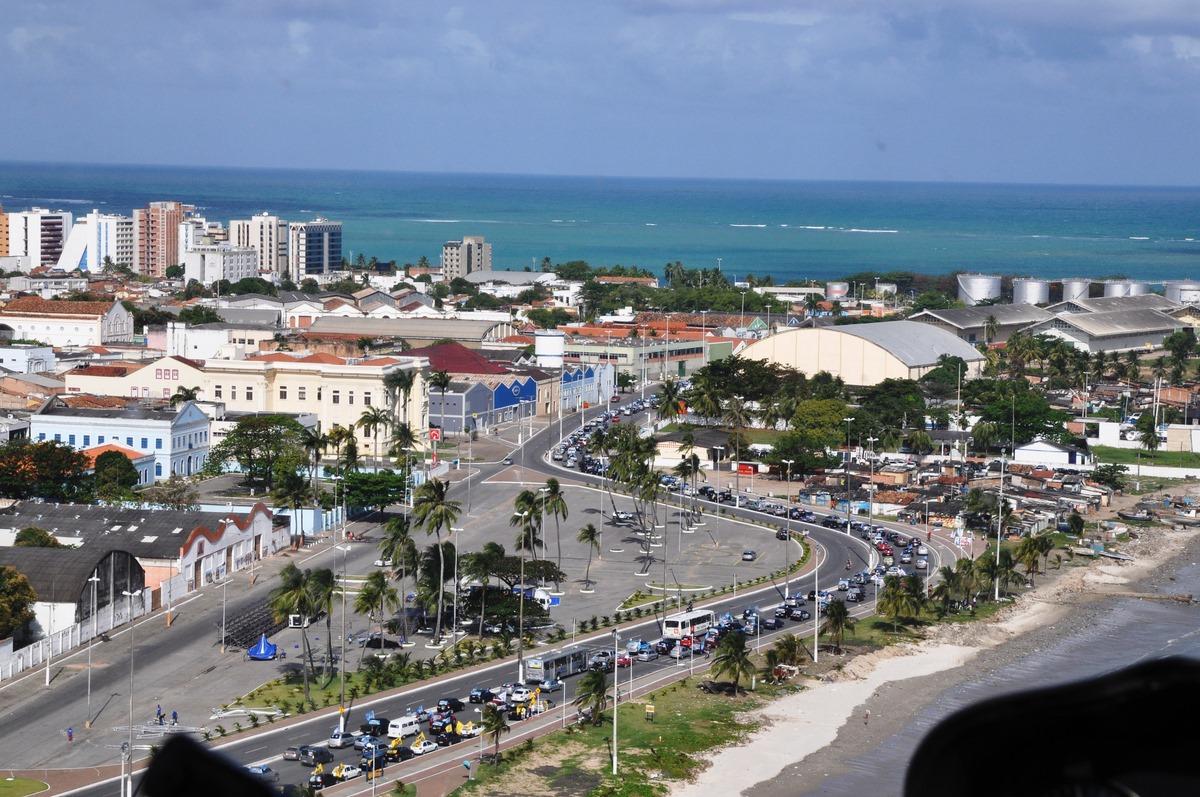
Zentrum von Maceió
Uhrturm und Torhaus des ehemaligen Sklavenmarktes

## Religion
Maceió ist Sitz des Erzbistums Maceió.